# Urelliosoma triste
Urelliosoma triste är en tvåvingeart som beskrevs av Chen 1938. Urelliosoma triste ingår i släktet Urelliosoma och familjen borrflugor. Inga underarter finns listade i Catalogue of Life.